# لاندو نوریس
لاندو نوریس (انگلیسی: Lando Norris؛ زادهٔ ۱۳ نوامبر ۱۹۹۹ در بریستول) راننده اتومبیل‌رانی اهل بریتانیا است که هم‌اکنون با تیم مک‌لارن  در مسابقات جهانی فرمول یک شرکت می‌کند.

## نتایج کامل در مسابقات جهانی فرمول یک
(کلید) (مسابقاتی که به‌صورت پررنگ نوشته شده‌اند نشانگر پول پوزیشن، و مسابقه‌هایی که به‌صورت ایتالیک نوشته شده‌اند نشانگر سریع‌ترین دور هستند)
| سال  | شرکت کننده | شاسی              | موتور                               | ۱           | ۲         | ۳           | ۴           | ۵          | ۶           | ۷         | ۸         | ۹       | ۱۰          | ۱۱          | ۱۲         | ۱۳         | ۱۴           | ۱۵        | ۱۶         | ۱۷        | ۱۸          | ۱۹         | ۲۰         | ۲۱         | ۲۲       | امتیاز | ق.ر.   |
| ---- | ---------- | ----------------- | ----------------------------------- | ----------- | --------- | ----------- | ----------- | ---------- | ----------- | --------- | --------- | ------- | ----------- | ----------- | ---------- | ---------- | ------------ | --------- | ---------- | --------- | ----------- | ---------- | ---------- | ---------- | -------- | ------ | ------ |
| ۲۰۱۸ | مک‌لارن     | مک‌لارن ام‌سی‌ال۳۳   | رنو آر.ئی. ۱۸ ۱٫۶ وی۶ توربو         | استرالیا    | بحرین     | چین         | آذربایجان   | اسپانیا    | موناکو      | کانادا    | فرانسه    | اتریش   | بریتانیا    | آلمان       | مجارستان   | بلژیک ر.آ. | ایتالیا ر.آ. | سنگاپور   | روسیه ر.آ. | ژاپن ر.آ. | آمریکا ر.آ. | مکزیک ر.آ. | برزیل ر.آ. | ابوظبی     |          | –      | –      |
| ۲۰۱۹ | مک‌لارن     | مک‌لارن ام‌سی‌ال۳۴   | رنو ئی-تک ۱۹ ۱٫۶ وی۶ توربو          | استرالیا ۱۲ | بحرین ۶   | چین ۱۸†     | آذربایجان ۸ | اسپانیا ب. | موناکو ۱۱   | کانادا ب. | فرانسه ۹  | اتریش ۶ | بریتانیا ۱۱ | آلمان ب.    | مجارستان ۹ | بلژیک ۱۱†  | ایتالیا ۱۰   | سنگاپور ۷ | روسیه ۸    | ژاپن ۱۱   | مکزیک ب.    | آمریکا ۷   | برزیل ۸    | ابوظبی ۸   |          | ۴۹     | یازدهم |
| ۲۰۲۰ | مک‌لارن     | مک‌لارن ام‌سی‌ال۳۵   | رنو ئی-تک ۲۰ ۱٫۶ وی۶ توربو          | اتریش ۳     | اشتیریا ۵ | مجارستان ۱۳ | بریتانیا ۵  | هفتادمین ۹ | اسپانیا ۱۰  | بلژیک     | ایتالیا   | توسکانی | روسیه       | ایفل        | پرتغال     | امیلیا     |              |           |            |           |             |            |            |            |          | ۹۷     | نهم    |
| ۲۰۲۱ | مک‌لارن     | مک‌لارن ام‌سی‌ال۳۵ام | مرسدس ام ۱۲ ای عملکرد ۱٫۶ وی۶ توربو | بحرین ۴     | امیلیا ۳  | پرتعال ۵    | اسپانیا ۸   | موناکو ۳   | آذربایجان ۵ | فرانسه ۵  | اشتیریا ۵ | اتریش ۳ | بریتانیا ۴  | مجارستان ب. | بلژیک ۱۴   | هلند ۱۰    | ایتالیا ۲    | روسیه ۷   | ترکیه ۷    | آمریکا ۸  | مکزیکو ۱۰   | سائو پ. ۱۰ | قطر ۹      | عربستان ۱۰ | ابوظبی ۷ | ۱۶۰*   | ششم*   |

یادداشت‌ها
- * – فصل هنوز در جریان است.
- † – راننده گراند پری را به پایان نرسانده، اما از آنجا که بیش از ۹۰٪ از مسافت مسابقه را طی کرده‌است، در رده‌بندی قرار گرفته‌است.